# Premio Revista de Libros
El Premio Revista de Libros de El Mercurio es un galardón literario chileno que se otorga anualmente desde 1991. Consiste en una recompensa en dinero (fue de 9 millones de pesos en la versión XXVIII, fallada el 13 de enero de 2020) y en la publicación de la obra distinguida, que debe ser del género que se anuncia junto con las bases del concurso. 

## Historia
El Premio Revista de Libros fue instituido en 1991 por el periódico El Mercurio y Empresas CMPC con el fin de estimular, apoyar y difundir la creación literaria en Chile.
Al principio alternó la novela con la poesía, pero a fines de los años 2000 se amplió el concurso, primero al cuento en 1998, y después a las memorias y biografías; en 2015 por primera vez se llamó a competir en crónica.
En su XXV versión de 2015, consagrado a la crónica, por primera vez se abrió el concurso a autores de América Latina y España. El jurado (Jorge Edwards, Roberto Merino y Alberto Salcedo Ramos) decidió dividir el premio entre cuatro personas y otorgar, además, tres menciones honrosas.
A partir de la XXIX edición —en la que hubo un país invitado, Argentina—, a El Mercurio y Empresas CMPC se les unió como patrocinador la Universidad Católica.

## Los ganadores y sus obras
| Versión | Escritor                                                  | Obra | Género          | Fotografía |
| ------- | --------------------------------------------------------- | --- | --------------- | ---------- |
| I       | Gonzalo Contreras                                         | La ciudad anterior                                                                                         | novela          |            |
| II      | Adán Méndez                                               | Antología precipitada                                                                                      | poesía          |            |
| III     | Roberto Ampuero                                           | ¿Quién mató a Cristián Kustermann?                                                                         | novela policial |            |
| IV      | Marcelo Rioseco                                           | Ludovicos o la aristocracia del universo                                                                   | poesía          |            |
| V       | Tito Matamala                                             | Hoy recuerdo la tarde en que le vendí mi alma al diablo (era miércoles y llovía elefantes)                 | novela breve    |            |
| VI      | Juan Cameron                                              | Viles ejecutorias                                                                                          | poesía          |            |
| VII     | Juan Pablo Uribe-Etxeverría                               | Uñas de muerto                                                                                             | novela          |            |
| VIII    | Hernán Rivera Letelier                                    | Lentes oscuros/Gafas ahumadas                                                                              | cuento          |            |
| IX      | Damaris Calderón                                          | Sílabas Ecce Homo                                                                                          | poesía          |            |
| X       | Herman Schwember                                          | Yo, pecador                                                                                                | novela          |            |
| XI      | Fernando Balmaceda                                        | De zorros, amores y palomas                                                                                | memorias        |            |
| XII     | Gustavo Barrera                                           | Adornos en el espacio vacío                                                                                | poesía          |            |
| XIII    | Carlos Tromben                                            | Poderes fácticos                                                                                           | novela policial |            |
| XIV     | Desierto                                                  | | cuento          |            |
| XV      | Patricia Poblete Alday                                    | Marcha atrás                                                                                               | novela          |            |
| XVI     | Julio Carrasco                                            | Despedidas antárticas                                                                                      | poesía          |            |
| XVII    | Marilú Ortiz de Rozas                                     | Historia de un sueño fragmentado                                                                           | biografía       |            |
| XVIII   | Siret Torres                                              | No llevados ni traídos                                                                                     | novela          |            |
| XIX     | Julio Núñez                                               | El breve latido que burla al silencio                                                                      | poesía          |            |
| XX      | Fernando Mönckeberg                                       | Contra viento y marea. Hasta erradicar la desnutrición                                                     | memorias        |            |
| XXI     | Marcelo Leonart                                           | Fotos de Laura                                                                                             | novela          |            |
| XXII    | Daniel Calabrese                                          | Ruta Dos                                                                                                   | poesía          |            |
| XXIII   | David Núñez                                               | Apart Hotel                                                                                                | cuento          |            |
| XXIV    | Cristián Barros                                           | Jinete en la niebla                                                                                        | novela          |            |
| XXV     | Leo Aramburú Sergio Mardones Marcelo Moreno Nicolás Vidal | «Ajedrez» «Orates, fantasmas y fabuladores del Haití» «Elogio de la sombra» «El efímero vuelo de aviación» | crónica         |            |
| XXVI    | Hernán Rodríguez Fisse                                    | Prefiero Chile, antes de París o Estambul                                                                  | memorias        |            |
| XXVII   | Rodrigo Cortés                                            | Buganvilia                                                                                                 | novela          |            |
| XXVIII  | Pablo Paredes                                             | Los animales por dentro                                                                                    | poesía          |            |
| XXIX    | Rodrigo Atria                                             | Clara en la noche, Muriel en la aurora                                                                     | novela          |            |